# 생시르 사관학교
생시르 사관학교(Ecole Spéciale Militaire de Saint-Cyr)는 육군과 헌병대 장교를 양성하는 프랑스의 고등 교육 기관이다. 프랑스 북서부 브르타뉴 주 모르비앙 도 게르 시의 코엣키당 마을에 위치해 있으며, 교훈은 "승리를 위해 배운다"이다.
엔지니어 학위를 부여할 수 있는 210개의 학군에 속한다.
에펠탑 근교 샹드마르스 광장에 위치한 에콜밀리테르와(지휘참모대학 또는 고등군사교육국)는 상이한 기관이다.

## 역사

### 통령정부 및 제정 하
생시르 사관학교는 1802년 5월 1일에 제1통령인 나폴레옹 보나파르트의 명령에 의하여 특별군사학교로 설립되었다. 최초 퐁텐블로에 개교하였다가, 1806년 파리 남서쪽 이블린에 위치한 생루이 왕실 기숙 학교(설립자 : 맹트농 부인, 루이14세의 두번째 부인)에 내 생시르 학교로 위치를 옮겼으며, 이때부터 생시르 사관학교로 불리게 되었다.
1804년 나폴레옹 대관식 이후, 제국군사학교로 명명되었고, 1818이 되어서야 생도들의 입학이 연 1회 정기적으로 확립되었다.

### 근현대기
1940년, 생시르 사관학교와 생 맥스(보병 및 기갑 학교)는 자유지역인 액상프로방스로 이주한다. 1942년 11월 독일의 자유지역 침공 이후 두 학교는 강제 해산되었다. 그 후 일부 생도들은 프랑스를 탈출하는 데 성공하여 스페인을 거쳐서 제국 식민기 알제리에 설립된 세셸 군사학교로 피난하였다. 그와 동시에 1940년부터 드골장군은 영국에 자유프랑스 사관학교를 설립하여 장교들을 양성하였다. 1944년 드 라트르 장군에 의해, 세셸 군사학교는 합동군사학교로 명명되었고, 생시르(직접 장교 양성)와 생 맥스(부사관에서 장교 양성)의 역할을 통합하여 모든 육군 장교를 양성하는 임무를 맡게 되었다.
1945년, 생시르 사관학교는 일시적으로 전쟁 이전에 실습장소였던 코엣키당(모르비앙)으로 위치하게 되는데, 기존 생시르 학교의 건물이 1944년 7월26일 연합군의 폭격으로 사용 불가한 상태가 되었기 때문이다. 1947년, 합동군사학교는 합동특별군사학교로 명명되며, 생시르 사관학교의 과거 이름인 특별군사학교를 계승하게 되었다. 1957년, 정부는 생시르의 군사학교를 재건하기로 결정하였다. 그러나 과거와는 달리, 생도들은 보행 훈련이나 마상 훈련보다는 차량화된 교육을 더 필요로 하게 되었다. 따라서 생시르 지역은 코엣키당에 비해 규모상 기계화 및 보전합동전술의 실습에 적합하지 않았기 때문에, 1959년 드골장군은 생시르로의 사관학교 복귀 계획을 철회하고, 대신 해당 위치에 생시르 군사 고등학교를 설립하였다. 1961년부터 다시 특별 군사학교(직접 양성)와 합동군사학교(부사관에서 양성)로 분리되었다. 1964년 군사 고등학교 설립을 위한 공사가 시작되었다. 1977년 코엣키당 지역에 두 학교 외에 추가로 기술행정군사학교를 설립하였다. 최근에는 프랑스와 독일의 굳건한 연합작전을 위하여, 프랑스 생도들은 독일군 간부 양성 과정에, 그리고 독일 간부 양성 과정생들은 생시르 사관학교에 상호 교환학생을 보내고 있다.
프랑스 외인부대 사령관은 거의 대부분 생시르 사관학교 출신이다.

## 주요연혁
- 1802년 5월 1일 : 나폴레옹 제1 통령에 의해 퐁텐블로에서 특별군사학교로 개교.
- 1805년 1월 7일 : 제정 전환 이후 제국 특별군사학교로 개칭
- 1805년 10월 27일 : 최초의 동문 전사 - 소위 라프로그
- 1805년 12월 2일 : 최초의 생도 참전 전투, 아우스터리츠 전투, 이때부터 2S 전통 실시
- 1808년 3월 24일 : 베르사유 근교 생시르학교로 이전 명령, 650명의 생도가 1808년 7월 1일 퐁텐블로를 출발하여 7월 3일에 생시르로 이동. 1940년까지 이곳에 위치, 오늘날 생시르 사관학교로 불리게 된 계기.
- 1809년 생제르맹엉레 에 기병특별학교 개교
- 1803년~1818년 4100명의 장교 양성
- 1818년 동기회 제도 도입, 기수 부여 시작
- 1819년 8월 8일 생클루에서 루이 18세에게 퍼레이드(행진, 분열) 실시. 국왕 루이 18세 "프랑스 제 1 대대" 명칭 하사
- 1821년 폴리곤 포병 사격장에서 훈련 시작, 표적으로 술통을 놓았으며 "트리옴프 뒤 토노" 전통의 시작
- 1830년 영광의3일(7월혁명, 7월 27~29일) 직후, 샤를 10세를 끝으로 부르봉 왕가가 막을 내렸고, 이후 루이-필립 오를레앙이 왕위에 오르면서 삼색기가 국기로 지정. 생시르 특별군사학교로 개칭
- 1851년 나폴레옹 3세에 의해 제국특별군사학교로 재개칭
- 1855년 8월 24일 영국 빅토리아 여왕의 프랑스 방문시 생도들의 예모에 영국을 상징하는 흰색과 하얀색의 깃털을 부착. 이후 예모를 화식조(까조아)를 닮았다하여 "까조아"라는 별칭으로 부르게 됨
- 1815년~1870년 11 000명의 졸업생 중 1500명이 전사하였으며, 1450명이 장군으로 진급하였고 4명의 원수를 배출
- 1889년 "트리옴프 뒤 토노" 중단
- 1912년 몽미라일 기수가 1년의 병영체험 실시. 전장에서 예복을 입고 진두지휘를 했을거란 전설이 있음. 드골, 몽클라르, 주앙, 루스타노-라카우 등 명장들이 속한 기수
- 1914년 대 복수전(라 그렁드 흐벙슈) 기수 774명 입교, 428명 전사. 생존자의 87%가 다수의 부상을 입었으며, 12%는 상이군인, 25%는 전쟁포로가 됨.
- 1차 세계대전 이후 4명의 원수 임명 : 갈리에니, 리오테, 프랑세 데스페레, 페탕
- 1940년 패전 이후, 생시르와 생 멕스(육군 부사관 학교) 자유지역 내 액상프로방스로 이전
- 1942년 독일군에 의해 11월 자유지역마저 점령된 후, 두 학교 해산. 일부 생도들은 프랑스를 탈출하여 스페인을 거쳐 프랑스령알제리에 위치한 세셸군사학교로 피난. 그와 동시에 1940년부터 영국에서 드골장군에 의해 자유프랑스 사관학교에서 장교 양성
- 1944년 7월 26일 영-미 연합군의 폭격에 의해 생시르 건물 완파
- 1944년 드 라트르 장군의 의견으로 단일 장교 양성 과정 필요성 대두, 세셸군사학교를 합동군사학교(EMIA)로 개칭하며 모든 육군 장교를 이곳에서 양성(직접양성 및 간부사관 과정)
- 1944년 전쟁 이후 12월 13일 합동군사학교 코엣키당(현위치)으로 이전. 이전 사유는 상기 명시한대로, 연합군 폭격에 의해 학교 건물이 완파 되었기 때문
- 1947년 합동군사학교를 합동특별군사학교로 개칭, 생시르의 옛 이름 계승
- 1957년 6월 19일 생시르로 복귀하기 위해 보수 및 재건축 개시
- 1959년 정부에 의한 복귀계획 철회, 코엣키당에 잔류
- 1961년 직접양성 과정과 간부사관(부사관에서의 전환)과정 분리. 특별군사학교(ESM, 지금의 생시르 사관학교)와 합동군사학교(EMIA)
- 1964년~1965년 군사 고등학교건립을 취해 생시르 지역 재건축 개시. 1966년 개교. 1980년 생시르 군사 고등학교로 명명.
- 1977년 코엣키당 지역에 기술행정군사학교(EMCTA) 개교
- 1983년 여생도 선발 시작. 입학기준이 bac+1에서 bac+2로 변경됨. 이때부터 석사 및 엔지니어 학위 수여.

## 교가
생시르 사관학교의 교가는 라 걀레트(La Galette)이다. 피에르 레옹 뷔세(이슬리 기수, 1843년~1845년)중령이 1845년 재학시절에 작곡하였다.

## 생도선발
- 생시르 과정 : 이과, 문과 또는 상경ㆍ사회계열에서 Bac+2이상, 또는 그랑제꼴 프레파 과정(CPGE), 나이제한 : 22세
- 석사(Bac+5)이상 소지자 과정 (OSC, 1년과정, 나이제한 25세)
- 국외교환파견과정(EOFIA) : Bac 또는 Bac+1

## 주요과정
전공 과정은 다음과 같다
- 일반학 과정
- 군사학 과정 : 공수훈련, 코만도 유격훈련, 열대우림 유격훈련, 산악지형극복훈련 등

전체 과정은 6학기(2년은 석사학위를 위한 일반학 과정)이며, 이과 전공자들에 한하여 국가 공인 엔지니어 자격을 부여한다.
각 학년은 1개의 대대로 생활한다. 1학년은 3대대, 2학년은 2대대, 3학년(소위)은 프랑스 제 1대대에 소속된다.
졸업 이후, 중위로 진급하게 되며, 성적순으로 육군내 병과 또는 헌병으로의 전과를 선택하고, 보수교육(초군반, 1년)으로 전속된다. 선택 가능한 병과는 다음과 같다.
- 헌병
- 보병
- 육군항공
- 기갑
- 포병
- 병참
- 수송
- 통신

석사학위소지자 과정(OSC)와 예비군장교 과정(4대대)은 생시르 사관학교에서 단기 교육을 이수한다.

## 최근 기수
최근 10개년 배출 기수는 다음과 같다.
- 194기, 2007~2010, 드 로아지
- 195기, 2008~2011, 프랑코빌
- 196기, 2009~2012, 드 까크레
- 197기, 2010~2013, 불
- 198기, 2011~2014, 드 카스텔노
- 199기, 2012~2015, 토마조 형제
- 200기, 2013~2016, 에르부에
- 201기, 2014~2017, 드 느셰즈
- 202기, 2015~2018, 생 힐리에르
- 203기, 2016~2019, 루스토노-라코

## 주요 동문
- 파트리스 맥마흔 대통령 (1873~1879)
- 필립 페탕 비시정부 원수
- 샤를 드 골 대통령
- 장 드 라트르 드 타시니 원수
- 몽클라르 장군
- 지네 엘-아비딘 벤 알리, 튀니지 대통령(1987~2011)
- 루이 2세, 모나코 왕자
- 이위종

## 한국군과의 관계
한국군과 프랑스군은 한국전쟁이후로 각별한 관계를 유지해 왔다. 2000년부터 한국 육군사관학교에서 매년 1명씩 생도를 파견하고 있으며, 프랑스 생도들 또한 매년 2~5명씩 육군사관학교 또는 포항공대 등에 각각 논문학기를 위해 파견되고 있다.